# Хаги
Ха́ги (яп. 萩 Хаги) — город в Японии, расположенный в префектуре Ямагути. Получил статус города 1 июля 1932 года. Ранее входил в уезд Абу. Площадь города составляет 698,79 км², население — 50 135 человек (1 августа 2014), плотность населения — 71,75 чел./км².
6 марта 2005 года город Хаги был объединен с населенными пунктами Асахи, Фукуэ, Каваками, Муцуми, Суса и Тамагава.

## История
В средние века Хаги управлялся родом Ёсими.
В начале периода Эдо даймё княжества Тёсю, одним из городов которого был Хаги, стали представители рода Мори. В 1608 году ими был построен замок Хаги на горе Сидзуки. Одновременно они перенесли свою столицу из Хиросимы в Хаги. Хаги оставался столицей Тёсю в течение 250 лет.
Многие из деятелей Реставрации Мэйдзи были выходцами из Хаги.

## Население
Численность населения:
| Год  | Население |
| ---- | --------- |
| 1955 | 97 744    |
| 1960 | 93 245    |
| 1970 | 77 962    |
| 1975 | 75 302    |
| 1980 | 74 846    |
| 1985 | 72 748    |
| 1990 | 68 999    |
| 1995 | 65 293    |
| 2000 | 61 745    |
| 2005 | 57 990    |
| 2010 | 53 747    |
| 2015 | 49 560    |

Одним из факторов, способствующим сокращению численности населения, является слабое развитие общественного транспорта и промышленности. Однако в то же время эти особенности помогли Хаги сохранить атмосферу традиционного японского города.

## Хаги-яки
В период Эдо Хаги был столицей княжества Тёсю. Город прославился керамикой хаги-яки (яп. 萩焼), берущей своё начало в 1604 году, когда Мори Тэрумото привез в Японию двух гончаров из Кореи.
Хаги также был местом проведения международного скульптурного симпозиума в 1981 году.

## Известные горожане
- Ито Хиробуми, первый премьер-министр Японии, родился в Хаги и учился в школе Сёка-сондзюку[яп.], расположенной в городе. Место рождения Ито и школа, где он учился, составляют мемориальный комплекс.
- Иноуэ Масару, известный как «отец железных дорог Японии».
- Иноуэ Каору, первый министр иностранных дел Японии.
- Кацура Таро, бывший премьер-министр Японии.
- Кидо Такаёси
- Омура Масудзиро
- Такасуги Синсаку
- Танака Гиити, бывший премьер-министр Японии.
- Ямагата Аритомо, бывший премьер-министр Японии.

## Города-побратимы
C 1968 года Хаги и корейский портовый город Ульсан являются городами-побратимами.